# Валевская-Пшиялковская, Тереза
Тереза Валевская-Пшиялковская (пол.  Teresa Walewska-Przyjałkowska, 10.09.1937 г., Польша — 10.04.2010 г., Смоленск, Россия) — польский общественный деятель, доктор инженерных наук, вице-президент фонда «Голгофа Востока» в Калише, президент «Ассоциации содействия развития почитания святого Андрея Боболи», жертва авиакатастрофы в Смоленске 2010 года.

## Биография
Была многолетним сотрудником Варшавского политехнического института, где специализировалась в области роботехники и автоматики.
С 1997 года была президентом организации «Ассоциация содействия развития почитания святого Андрея Боболи». По её инициативе в 2002 году была основана церковь святого Андрея Боболи в Варшаве.
10 апреля 2010 года, будучи представителем организации «Федерация катынских семей», вылетела в Смоленск в составе польской делегации для участия в мероприятиях по случаю 70-летней годовщины Катынского расстрела. Погибла в этот же день в авиакатастрофе под Смоленском.
22 апреля 2010 года была похоронена на кладбище Повонзки.

## Награды
- 16 апреля 2010 года награждена посмертно кавалерским крестом Ордена Возрождения Польши.